# Silvana Chausheva
Silvana Chausheva, née le 19 mai 1995 à Smolyan en Bulgarie, est une ancienne joueuse internationale bulgare de volley-ball du poste de réceptionneuse-attaquante.

## Biographie

### En sélection
Elle est membre de l'équipe de Bulgarie de 2014 à 2022. Avec sa sélection en 2018, elle remporte successivement la Ligue d'or européenne — compétition où elle est élue meilleure pointue — et la Challenger Cup.

## Clubs
| Club             | De        | À         |
| ---------------- | --------- | --------- |
| VK Maritsa       | 2011-2012 | 2014-2015 |
| CV Alba-Blaj     | 2015-2016 | 2015-2016 |
| VK Maritsa       | 2016-2017 | 2016-2017 |
| FV Busto Arsizio | 2017-2018 | 2017-2018 |
| SC Potsdam       | 2018-2019 | 2018-2019 |
| Volley Soverato  | 2019-2020 | 2019-2020 |
| VK Maritsa       | 2020-2022 | 2020-2022 |
| CSO Voluntari    | 2022-2023 | 2022-2023 |

## Palmarès

### En sélection
- Challenger Cup (1) :
  -  Vainqueur en 2018.

- Ligue d'or européenne (1) : 
  -  Vainqueur en 2018.

### En club
- Championnat de Bulgarie (4) :
  - Vainqueur en 2015, 2017, 2021, 2022.
  - Finaliste en 2012.

- Coupe de Bulgarie (5) :
  - Vainqueur en 2012, 2015, 2017, 2021, 2022.

- Championnat de Roumanie (1) :
  - Vainqueur en 2016.

### Distinctions individuelles
en sélection : 
- 2018 : Ligue d'or européenne — Meilleure pointue.